# Wang Xiaoshuai
Wang Xiaoshuai (Shanghai, 22 maggio 1966) è un regista cinematografico, sceneggiatore e attore cinematografico cinese.

## Filmografia
- Fuyu no hi (Dongchun de rizi) (1993)
- Da youxi (1994)
- Jidu hanleng (1996) - come Wu Ming
- Biandan, guniang (1998)
- Meng huan tian yuan (1999)
- Le biciclette di Pechino (Shiqi sui de dan che) (2001)
- Er di (2003)
- Shanghai Dreams (Qing hong) (2005)
- Jeonjaeng geu ihu (2006) - corale
- In Love We Trust (Zuo you) (2007)
- Chongqing Blues (Rizhao Chongqing) (2010)
- Wo 11 (2011)
- Red Amnesia (Chuangru zhe) (2014)
- Dìjiǔtiāncháng (2019)